# テイラー・モンセン
テイラー・ミシェル・モムセン（Taylor Michel Momsen、1993年7月26日 - ）は、アメリカ合衆国のミュージシャン、モデル、元女優。テレビシリーズ『ゴシップガール』のジェニー・ハンフリー役や映画『グリンチ』のシンディ・ルー・フー役、『スパイキッズ2 失われた夢の島』のアレクサンドラ役などで知られている。また、ロックバンドプリティー・レックレスのボーカル兼作詞を務める。
本人および本国での発音はモムセンとなる。ミドルネームのMichelは大天使ミカエルに由来する語で、ロック好きの父のファーストネームMichaelでもあり、誕生日が同じミック・ジャガーに準えて付けられた。テイラー・ミックとも呼べるため、ローリング・ストーンのメンバーだったミック・テイラーからも捩っている。

## 生い立ち
ミズーリ州セントルイスで父マイケル・モムセンと母コレットの間に生まれた。妹のスローン・モムセンも女優である。ローマ・カトリック系のルルドカトリック学校に通い、メリーランド州ポトマックに引っ越した後はハーバート・フーバー中学校に通った。その後、15歳で高校を卒業し、ニューヨーク市の演劇の専門学校プロフェッショナル・パフォーミング・アート・スクールに通い卒業。2009年、オンラインカレッジに移り、言語科目を選択。継続または修了したかは、2019年現在不明確。アート・スクールでは、"モダン・ファミリー"のサラ・ハイランド、"GOSSIP GIRL"のコナー・パオロと同級生であった。

## 経歴

### キャリア
『グリンチ』や『スパイキッズ2 失われた夢の島』などの映画に出演。2007年放送開始のテレビシリーズゴシップガールのジェニー・ハンフリー役でブレイクする。
幼い頃から美少女であったモムセンは親に連れられ2歳でFordモデル事務所に契約。当初はスチール写真モデルだったが、お喋りの止まないモムセンを見た誰かがモムセンの母に違うカメラの方が良いかもしれないと進め、わずか3歳で「Shake'n Bake」というフライドチキン(チャーリーズ・エンジェル吹き替えで"ふりふりチキン"として出ている)のCMで1996年にデビュー、KraftスライスチーズのCM、2009年のナイキでの巧みなスタントすり替え(画面から消えた瞬間以降がスタントウーマンになる)で話題になったCM
や、2010年のMTVのHalloween Weekend 等を撮ったりした。
子役の仕事は楽しかったものの、働きたがる２歳児などいない、仕事ばかりでまともに学校に行けず友達もいなかったため「子供」ではなかったと後に告白。ゴシップガールの前にはディズニー制作のハンナ・モンタナのオーディションで最終選考に残っていたが、ギャラを下げたサイラス親子が決定した為出演せずに済んだことを「ああいったものに出なくて良かった。服装、言動、生活全てをコントロールされて11才になる頃には自分が自分でなくなっていただろうから」と語った。
喋る前に歌っていたと言うモムセンは、5歳で作詞、スタジオに出入りしていたが8歳でアルバムは作れず、3〜12歳までダンスをしていたため8歳の頃にはブリトニー・スピアーズに振り付けをした。急に背が伸びだし、バレエしか踊れなくなりクラシックにも飽きたためダンスを辞め、生まれた頃から父の影響で聴いていた、ロックに今まで以上にのめり込んだ。
8歳の時からギターを学び、2009年15歳で別のバンドにいたイタリア系の友達男子三人に手伝ってもらい自分のバンド「The Reckless」をスタート。商標問題からかなり初期の段階で現在の The Pretty Reckless (かなり無謀)に改名し、デモ曲のレコーディングやNYを中心としたライブ、ザ・ヴェロニカズ北米ツアーに同行した。しかし一年ほどで、音楽性の違い・新しいバンドを作るために2010年6月4日付けで初期のTPRを解散。現在の三人を迎え、インタースコープと契約し2010年8月30〜31日にかけて16歳でメジャーデビュー。
2009年、雑誌ピープル誌の企画「最も美しい100人」の76位に選出された。

### 女優
- 2000年11月8日　グリンチ LAプレミア。
  - 〃11月15日 英国王室出席チャリティーにてエリザベス女王に謁見。

- 2001年11月20日 グリンチDVD発売LAイベント出席。

- 2002年2月25日 ワンス・アンド・フォーエヴァー　プレミア。
  - 〃7月28日 スパイ・キッズ2 プレミア。
  - 〃10月14日 ヘンゼルとグレーテル プレミア。
  - 〃10月15日 Carosel15th Hilton Hotel。

- 2004年8月21日 Disney イベント。
  - 〃11月10日 Hello Kitty 30th イベント。

- 2006年1月16日 WBテレビ Hopper Watson役でレギュラー出演を予定していたコメディ番組「Misconceptions」（後に放送前中止）で、イベントに地毛で出席。
  - 同年、ハンナ・モンタナの最後の三人の内の一人としてで最終オーディションまで進んだものの、サイラスの父親がギャラを下げていいからと頼み込んだ為、落選。

その後、GGのオーディションを受け、ジェニファー・ハンフリー役を射止める。撮影期間含め、13歳から17歳まで4年間を好演。
- 2007年5月21日 パラノイド・パーク 第60回カンヌ国際映画祭 出席。
  - 〃7月20日CW・YV スターパーティー主要GGキャストと出席。誕生日に六日足らない13歳の時。
  - 〃7月30日 鉄ワン・アンダードッグ プレミア。
  - 〃8月18日 GG放送一ヶ月前イベント。

### モデル

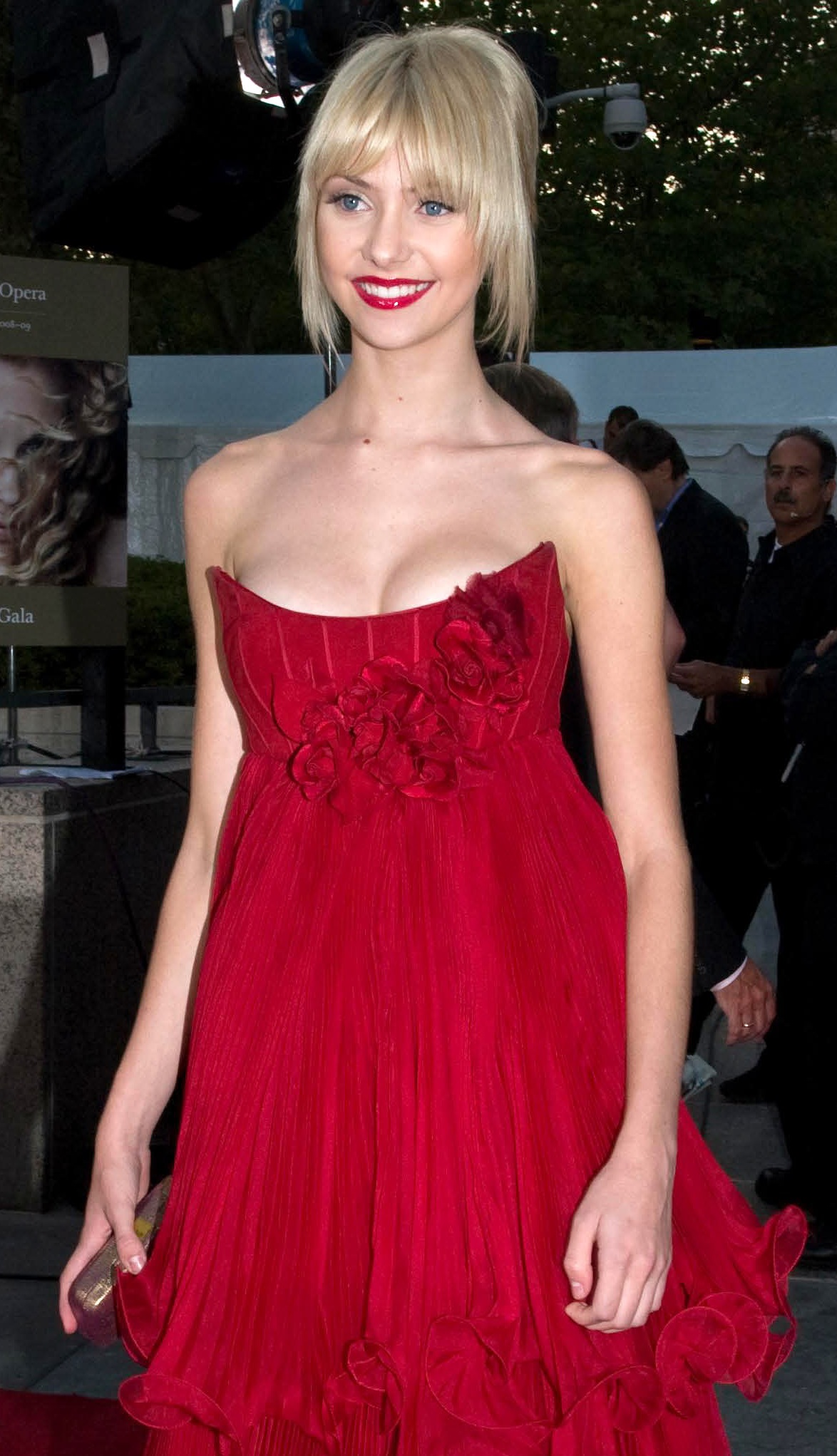
メトロポリタン・オペラにて（2008年）

2008年6月、14歳の時にIMGモデルズと契約した。
イギリスのファッションチェーンニュー・ルックの2010年春夏コレクションに起用された。
2010年7月15日、歌手マドンナが娘と共に立ち上げたブランドマテリアル・ガールの初代モデルとして1年契約で起用されることが発表された。同年7月22日、秋から始まるジョン・ガリアーノの女性向け香水の広告に起用されることが発表された。これはモムセンのモデル経歴で最も大きな役割である。
Victoria's Secret のSexy Little Things Love Rockの広告に起用された。
2013年6月、モムセン及び新しい契約先である大手、NEXTモデルマネジメントからモムセンと契約したことが発表された。IMGモデルズは2010年中に退社していた。これにより、有名モデル事務所三社を渡り歩いたことになる。

### ミュージシャン

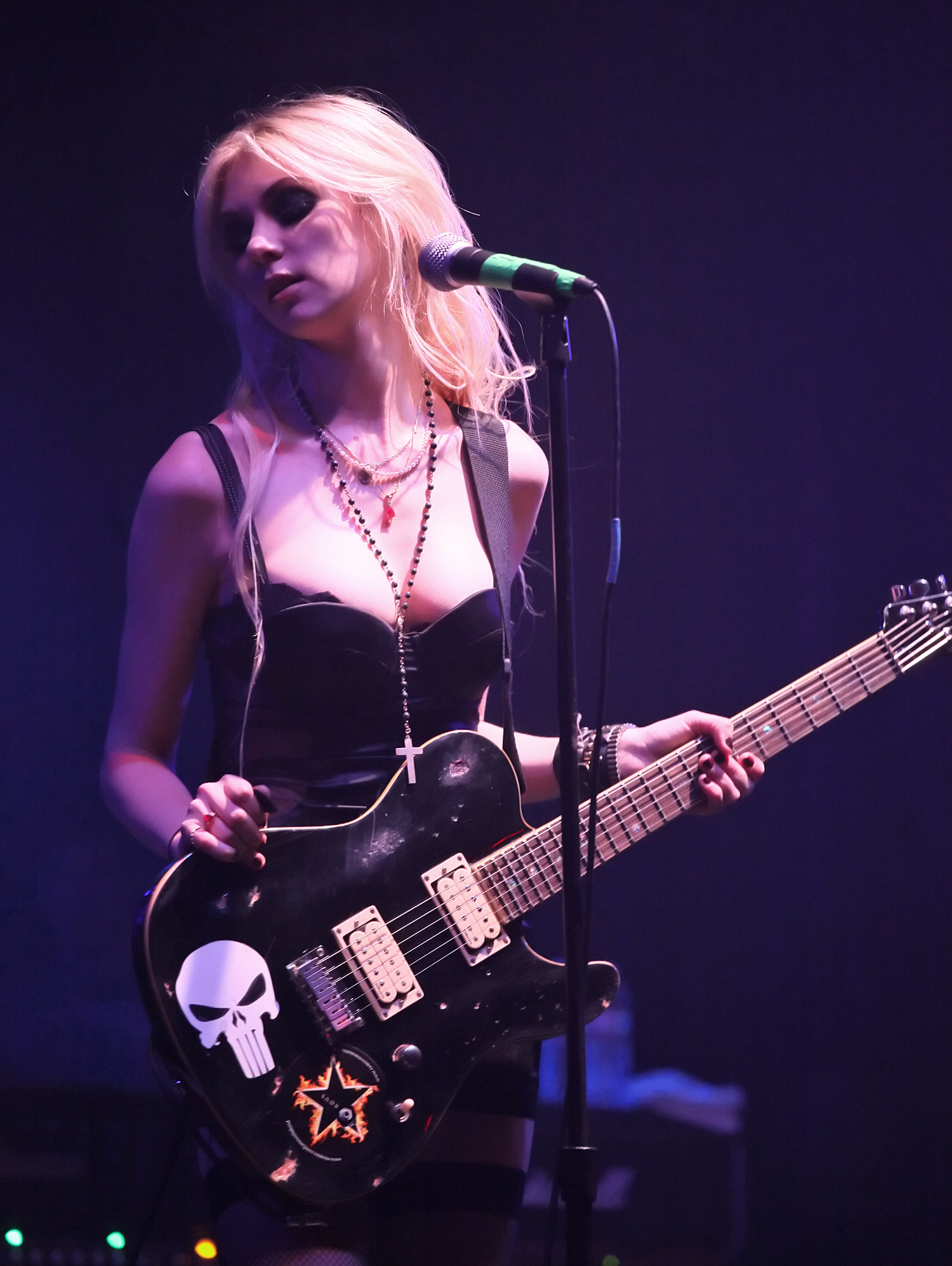
ミュージシャンとして

2009年3月に雑誌『OK!』のインタビューにおいて、自身のバンドプリティー・レックレスがインタースコープ・レコードと契約したと明かした。彼女はアルバム全ての楽曲を書いて、ギター（フェンダー社テレキャスター 黒）も演奏すると述べた。
インディーズ時代の曲をリリースする気は無いが、好きではある。
バンドはVans Warped Tourに参加している。
ワープドツアー、2013年のGTHツアー10月11日LA公演（ちなみに、この日は多数の有名人が来場し、雑誌共演で仲良くなったジェナ・ハズ。マリリン・マンソンのFredとTwiggy、Limp BizkitのWes、アダム・ランバートが来場した）、では番組で一番仲の良かった、C・パオロが応援に来ていた。パオロは、「My Medicine」のMVにもパーカーを着たナンパ男役で出演。2011年以降は、憧れを公言している、エヴァネッセンス、ガンズ・アンド・ローゼス、2012年メタル&ロックの祭典、ゴールデン・ゴッズ・アワードでマリリン・マンソンと前座・フェス、アワードなどでたて続けに共演。自身のバンドのツアーを積極的に行いながらも、2014年2月には『Fall Out Boy』のヨーロッパツアーに一部サポート入りをした。
2014年、音楽性の違いにより、インタースコープ・レコードから、レイザー&タイ・レコードに移籍。それにともない、日本のレコード会社もビクターエンタテインメントに移籍。自主レーベルGoin' Down inc.を設立。2014年3月12日、セカンドアルバムGoing To Hell をリリース。iTunes限定で、Only  Youをリリース。
2014年ゴールデン・ゴッズ・アワードで三曲を演奏し、憧れの女性ロッカージョーン・ジェット&ザ・ブラックハーツとZZ Topのギタリスト、ビリー・ギボンズと共演。
2015年、2月14日から3月15日までニッケルバックのツアーにサポート入りする。海外ファンからはかなりの不評。
2015年 GTH ツアー 中のインタビューで、音楽活動への専念と、プライベートについて。

2016年10月21日にサードアルバムWho You Selling Forを世界同時販売、翌22日のAfter Shock FestivalからUSツアーを開始。
音楽製作には外からではなく、自分達でのプレッシャーを感じている。
2017年5月 かねてよりファンだったSound Gardenのツアー前座を務めていた。17日夜には五千人を超える聴衆に９曲を歌い上げた。翌18日、宿泊ホテルでクリス・コーネルが亡くなったとのニュースで目を覚ました。
悲報に打ちのめされ、その後のツアーをキャンセル。平気な顔をして公の場に出ることは出来ないと判断してのことだ。
2018年2月、前年度のツアーを終え、２ヶ月の休息を経て4作目のアルバムを制作中であると、SNSとQ&Aで答えた。
4月25日 モムセンはメイン州に別宅を持っているが、そこのソファーで、長年の友人でありバンドのプロデューサー、Sound Gardenツアーも喜んでくれたケイト・カンドゥワラがLAでバイク事故に遭い亡くなったことが伝えられた。一年を経ずして再び打ちのめされたモムセンは全てを放棄して悲しみに暮れた。

そして、悲しみから自分を救うのはやはり音楽であると再び向き合い、話すより先に歌っていた幼少の頃、自らの気持ちを作詞することで得ていた解放を思い出し、デビュー10年を迎える2020年に向けて、また新たな時代の幕開けをすべくLMUの頃へ戻ったように製作を開始した。
5月20日 ４作目の本格始動が本人のInstagramより知らされた。
11月4日~9日(米時間)　シアトルへマット・キャメロンとのレコーディング入り。
2月 完成が報告されたが、その後新型コロナウイルスで全てが宙に浮いている状態であること、上半期(のち年内全て)のツアーを全キャンセルすることが伝えられた。
4thアルバムは2021年前半のリリースを予定している。
5月1日 モムセンが操作する幾つかのSNSアカウントでそれまでの投稿がアーカイブ入り、黒い画像だけが表示されるようになり(後ほぼ全て復活)、5日に新たなレコード会社Fearlessと契約の旨、レコード会社のライブストリームにモムセンによるアコースティックカヴァー参加(開始から３時間以上後)が告げられた。
全世界で15日 世界的コロナ禍の中でとりあえず、新作からのシングルカットとしてDeath By Rock And Roll が配信され、5日程の動画検疫を経て世界中で公開された。元々気管支炎を起こしやすい為か早期のうちにメイン州に避難しているモムセンとの電話インタビューが雑誌Kerrang!で公開された。
この前後にも度々ラジオ番組や音楽家達、ファンとも在宅交流しており海外有志によってアップロードされ、公式SNSから検疫事情を知ることができる。
8月、以前にラジオとのYouTubeで公開したメンバーとのセッション DBRNR ACOUSTIC をストリーミングで配信。新たなジャケットデザインと公式サイト通販でレコード等が販売されている。
10月31日 ハロウィーンに合わせてアルバム先行BROOMSTICKS を公開。
2021年2月12日をアルバム『Death By Rock And Roll』発売日と決定され、先行して『25』『And So It Went』とMVが公式YouTubeで公開されている
。

## 私生活・人物
2008年10月当時15歳のモムセンが咽頭感染症に罹り10月19日日曜日よりロサンジェルスの病院に入院したと報じられた。喉が腫れ、一時は『命に係わる』と伝えられた。その後医師により、積極的に抗生物質を投与したため安定してきている、3日から5日で退院できるだろうと伝えられた。その後24日金曜日に無事退院、29日からGGの撮影に復帰した。
2014年1月予定していた北米SNOCORツアーを、モムセンのマイコプラズマ肺炎と起因する咽頭炎発病によりキャンセル。
2010年1月27日、当時まだ16歳のモムセンはドラマ『ゴシップガール』の撮影の合間に喫煙しているところを撮られ、アメリカで問題になった。ミズーリ州では、18歳未満のタバコの購入と所持を禁じている。が、保護者の許可のもと喫煙、飲酒を認められている。また、問題になったのは16歳だが、手元が慣れており2008年、15歳頃のボブヘア時期からタバコを持っている写真や動画がネット上に2つはある。またアメリカ合衆国全体で、18歳未満の購入と所持を禁じてはいるが、喫煙自体を厳しく罰する州はなく、2023年現在辞める気も無い。
火が好き。ナイフの収集癖がある。愛犬は白いマルチーズ、名はPetalで一時期SNSアカウントがあった。黒が好きでワードローブの90%が黒。残りは白や赤、ダークカラーが占める。レザーや誕生石であるルビーが好きで少なくともネックレス（トップとロザリオ調）二点、ファンに貰ったリングを二点所有している。ヴィンテージショップや一点物を探し歩く。
クラブには行かず家でワインやビールを飲み、最近は緑茶も飲む。NYにアパートとメーン州に湖畔と山林が近い別宅を持っている。休日には運動は水泳、リラクゼーションには絵描き、彫刻、物書き/読書、TV/映画鑑賞などをするタイプ。マールボロ・ライト・ボックス(日本名マールボロ・ゴールド)を2009年から愛煙。ときに電子CBDも持っている。
GG1の頃は、私生活でもモムセンぽくなく、ジェニーらしいようにスタイリストに頼んだが、GG2からはスタイリストを外し、モムセンらしさを作中でも取り入れるエピソードもあった。有名なアライグマメイクは作中の数エピソードに登場したぐらいで、その後は私生活ほど激しくない。冬でもガーターベルトをしていた時期もあったが、10代でモムセンの中の"流行り"は終わったらしく20代になってからは履かず、冬でもジーンズを履くようになった。
左上唇に小さいホクロ、右鎖骨に薄茶色のホクロがある。
ピアス = 右ロブに2個。左ロブからヘリ（アウターコンク近く）まで9個 、トラガス1個、ヘソ1個、の計13個。2013年左耳たぶにあった一番下の隙間が埋まり、2022年上から２つ目のヘリを取っている。
タトゥー = 左脇の下に一つ。1cm角の大きさの黒い星。１６歳頃に天体や星柄が好きではないのに何故か星を彫ったらしく、もはや本人にも『なぜ星なのか分からない』という旨のインタビューがある。ロッカーにしてはタトゥーが少ない理由を一番好きなロックスター、ザ・ビートルズに『タトゥーはないから』としている。
体重 = 10代で49〜55kg　身長に比例しかなり痩せた体躯をしているため一時期、拒食症の噂が立ったが、野菜を多く摂り赤肉(牛/豚)をあまり食べない、たまにジムに行っている、タクシーに乗るより歩くためであり、拒食症ではないと否定。事実、アメリカサイズの大きなピザやコーラを飲んでいる写真が多数ある。2023年からジム通いの成果を公開しており、腹筋や上裸を公開して検閲に引っかかることも。
股下 = 約90cm
スリーサイズ = 32-23-33in 81-58.5-84cm B70
靴のサイズ = US10in 25.5〜26cm
髪色 = ダークブロンド(プラチナブロンドは脱色。実際は茶系に近い)。10代前半の頃に髪を青色にしたことがある。
瞳 = ライトブルー(空色)

## 逸話
- 東日本大震災の際は11日23時25分、自身のツイッターで、セレブでは二番目に声明を出し、その後も二度にわたりメッセージを出した。

一度目は「日本という国と、今回の震災と津波の影響を受けた人たちすべてに私の思いと祈りが届きますように。」
「My thoughts and hopes are with Japan and all those affected by the quake and tsunami.」
サマソニ後の8月20日8時25分にも「Thinking of all our friends in Japan, I hope you're all ok」
「日本にいる友人(みんなのこと)を考えて、大丈夫だといいのですが」

６月に３年契約のバックブランドPRの為、初来日をした時に受けた雑誌のインタビュー内で、「今回の震災は本当に悲惨な出来事で、でも日本のみんなの素早い対応と回復には本当に感心するわ。すごいわよね。震災によって苦しんでいるすべての家族に祈りをささげるわ。みんな、強くいてね。」とコメントした。
- 脚が長いのが悩みで、「My legs are really long and that's cool apparently, but I'm totally klutzy. i mean , I'm like Bambi. I fall all over myself because I can't control my arms and my really long legs.」

「私の長い脚が世間では格好いいって思われてるらしいわ。でも実際はこの脚って凄く不便なのよ。この腕と長い脚が上手くコントロールできないせいで、よく転ぶの。まるでバンビみたい。」長い手足のコントロールが効かず舗装された道で転んだり、パンツの丈が足りないことが問題だそうだ。
- "本人の知らないところ"でハイディ・モンタグに歌を書いていた。モンタグに歌を書いたのかと電話が来たとき、モムセンは『そんなの知らないわ。でもそれってクールね。あなたは八歳児が書いた詩を歌っているんだもの』と思ったという。

- 幼少期が、よく似ている妹との区別は瞳の色で妹は茶色の瞳をしている。

## 主な出演作品
| 公開年 | 邦題 原題                                                      | 役名                 | 備考                  |
| ------ | -------------------------------------------------------------- | -------------------- | --------------------- |
| 1999   | プロフェッツ・ゲーム 殺人予告 The Prophet's Game               | ハニー・ビー・スワン |                       |
| 2000   | グリンチ How the Grinch Stole Christmas                        | シンディ・ルー・フー |                       |
| 2002   | ワンス・アンド・フォーエバー We Were Soldiers                  | ジュリー・ムーア     |                       |
| 2002   | スパイキッズ2 失われた夢の島 Spy Kids 2: Island of Lost Dreams | アレクサンドラ       |                       |
| 2002   | ヘンゼルとグレーテル Hansel & Gretel                           | グレーテル           | テレビ映画            |
| 2006   | ビーグル犬 シャイロ3 -最終章- Saving Shiloh                    | サマンサ・ウォレス   |                       |
| 2007   | パラノイドパーク Paranoid Park                                 | ジェニファー         |                       |
| 2007   | 鉄ワン・アンダードッグ Underdog                                | モリー               |                       |
| 2007   | ゴシップガール Gossip Girl                                     | ジェニー・ハンフリー | テレビシリーズ (終了) |
| 2008   | スパイ・スクール Spy School                                    | マディソン           |                       |